# Hallur Hansson
Hallur Hansson (ur. 8 lipca 1992 w Thorshavn) – farerski piłkarz występujący na pozycji pomocnika w duńskim klubie Vejle BK oraz w reprezentacji Wysp Owczych.

## Kariera klubowa
Karierę juniorską Hallur Hansson rozpoczął w klubie VB Vágur (obecnie FC Suðuroy), z którego przeszedł do HB Tórshavn. W 2008 roku rozegrał trzy spotkania dla drugiego składu tego klubu, występującego w 1. deild Wysp Owczych. Pierwszy z nich odbył się 12 lipca i było to przegrane 0:8 spotkanie przeciwko AB Argir.
W wieku szesnastu lat, wraz z Gillim Sørensenem, podpisał dwuletnią umowę z klubem Aberdeen. Obu zawodników klub po raz pierwszy obserwował podczas Aberdeen International Football Festival 2006, który rok później Wyspy Owcze wygrały. Wszyscy zawodnicy młodego składu w maju 2010 przedłużyli swoje kontrakty. Swój jedyny mecz w Scottish Premier League Hansson rozegrał 27 listopada 2010 roku w przegranym 0:2 meczu przeciwko Kilmarnock.
W 2011 roku powrócił do HB Tórshavn, by rozegrać swój debiut w pierwszej drużynie 29 lipca w zremisowanym 0:0 meczu przeciwko NSÍ Runavík. Łącznie w przeciągu dwóch lat zagrał w trzydziestu pięciu spotkaniach i zdobył osiem bramek. Pierwszą z nich strzelił w przegranym 1:7 meczu z ÍF Fuglafjørður 25 września 2011. Został także uznany przez Farerski Związek Piłki Nożnej Pomocnikiem Roku 2012. W sezonie 2011 jego klub zajął ósme miejsce w tabeli ligowej, a podczas Effodeildin 2012 trzecie.
Od końca 2012 roku przebywał na wymianie w klubie Aalborg BK, a 29 stycznia 2013 podpisał z nim półtoraroczny kontrakt. Dla klubu Hansson rozegrał sześć oficjalnych spotkań, z których pierwsze odbyło się 7 października 2012 roku, kiedy jego klub wygrał 3:1 z Brøndby IF. 31 stycznia 2014 roku Aalborg BK ogłosił rozwiązanie kontraktu z Hallurem Hanssonem.
Od lutego 2014 Hansson był zawodnikiem Víkingura Gøta, z którym podpisał roczny kontrakt. Zadebiutował 10 marca w meczu Superpucharu Wysp Owczych przeciwko HB Tórshavn, wygranym przez jego drużynę 2:1. Zagrał łącznie w trzydziestu siedmiu spotkaniach, zdobywając dziesięć bramek w tym dwie w spotkaniach Ligi Europy 2014/15. Pierwszego gola dla Víkingura zdobył 21 maja w wygranym 4:1 meczu przeciwko EB/Streymur. Zdobył z klubem Puchar Wysp Owczych 2014.
W grudniu 2014 roku podpisał kontrakt z grającym w duńskiej 1. division klubem Vendsyssel FF. Zadebiutował 13 marca 2015 roku, kiedy jego klub zremisował 1:1 ze Skive IK. Jego drużyna zajęła czwarte miejsce w tabeli sezonu 2014/15, a Hansson zdobył jedną bramkę w piętnastu spotkaniach. Podczas kolejnego sezonu wystąpił dwadzieścia dziewięć razy i strzelił cztery gole. Jego klub zaś po raz kolejny zajął czwarte miejsce w lidze.
17 czerwca 2016 roku pierwszoligowy klub AC Horsens ogłosił pozyskanie Hanssona do swojego składu. W tym zespole zadebiutował 17 lipca w zremisowanym 1:1 meczu przeciwko Aalborg BK. Pierwszego gola strzelił w wygranym 1:0 meczu przeciwko Odense BK 28 sierpnia 2016. W sierpniu 2019 został kapitanem Horsens. W sezonie 2020/2021 jego zespół spadł do 1. division. 24 lipca 2021 klub rozwiązał umowę z Hanssonem. Łącznie w barwach AC Horsens w Superligaen zawodnik rozegrał 149 spotkań, strzelając w nich 19 bramek.
14 października 2021 został zawodnikiem Vejle BK. W tym zespole zadebiutował trzy dni później w przegranym 2:3 spotkaniu z Brøndby IF w Superligaen.

## Kariera reprezentacyjna
Hansson grał w kadrze U-15 oraz U-17 w ramach Aberdeen International Football Festival 2006 i 2007, jednak pierwszy oficjalny mecz w ramach UEFA rozegrał przeciwko reprezentacji Niemiec U-17 25 października 2007, który zakończył się rezultatem 0:8. Zagrał także siedem meczów w reprezentacji U-19 oraz dziesięć w reprezentacji U-21. W pierwszej z nich zdobył bramkę w meczu eliminacji do Mistrzostw Europy U-19 przeciwko Chorwacji, zremisowanym przez Wyspy Owcze 2:2.
15 sierpnia 2012 roku Hansson zadebiutował w meczu seniorskiej reprezentacji przeciwko Islandii, przegranym 0:2. Swój pierwszy mecz o punkty zagrał przeciwko drużynie Niemiec (0:3) w ramach eliminacji do Mistrzostw Świata 2014, a pierwszą bramkę strzelił w zremisowanym meczu przeciwko Kazachstanowi (1:1).

## Sukcesy

### Klubowe
Aalborg BK
- Mistrzostwo Danii (1x): 2013/2014

Víkingur Gøta
- Puchar Wysp Owczych (1x): 2014
- Superpuchar Wysp Owczych (1x): 2014

### Indywidualne
- Pomocnik Roku Effodeildin: 2012